# Batista Neto
Joaquim Batista Neto (Fortaleza, 23 de abril de 1906 — 26 de março de 1999) foi um político brasileiro. Exerceu o mandato de deputado federal constituinte pelo Distrito Federal em 1946.